# DeSoto CK-Serie
Die DeSoto CK-Serie war eine PKW-Baureihe, die Chrysler unter dem Markennamen DeSoto im Modelljahr 1930 anbot.
Die Wagen waren, wie ihre Vorgänger der K-Serie, mit einem Reihensechszylindermotor mit stehenden Ventilen ausgestattet, der aus 2866 cm³ (Bohrung × Hub = 76,2 mm × 104,8 mm) 55 bhp (40 kW) bei 3000/min. zog, die über ein manuelles Dreiganggetriebe an die Hinterräder weitergeleitet wurden. Auch die anderen Details, wie das Fahrgestell mit 2788 mm Radstand und die vier hydraulisch gebremsten Holzspeichenräder, entsprachen dem Vorgängermodell. Neben zwei 2-türigen Coupés und einen 2-türigen Roadster, einen 4-türigen Phaeton und eine 2- und eine 4-türige Limousine.
Die Unterschiede zur K-Serie beschränkten sich auf einen etwas anderen Kühlergrill und Hauptscheinwerfer, die anstatt neben diesem Kühlergrill auf den vorderen Kotflügeln saßen. Um das neue Modell besser herauszustellen, wurde es als Finer DeSoto vermarktet.
Die Wagen wurden im Mai 1930 vorgestellt und bis Dezember 1930 produziert. Im Januar 1931 beerbte die Serie SA, der erste Vertreter der DeSoto S-Serie den CK. Insgesamt entstanden ca. 17.000 Fahrzeuge.

## Quelle
- Kimes, Beverly R., Clark, Henry A.: Standard Catalog of American Cars 1805–1942, Krause Publications, Iola (1985), ISBN 0-87341-045-9